# Cattedrale di San Basilio (Tripoli)
La cattedrale di San Basilio (in greco Μητροπολιτικός Ναός του Αγίου Βασιλείου?) è la cattedrale ortodossa di Tripoli, nel Peloponneso (Grecia), e sede della metropolia di Mantinea e Kynouria.

## Storia
La chiesa di San Basilio è stata fondata nel 1855 ed inaugurata 29 anni dopo, nel 1884. Un grande incendio aveva distrutto il centro della città di Tripoli il 7 luglio del 1855 e questo evento spianò la strada per la costruzione della nuova cattedrale, progettata da un architetto sconosciuto. I lavori di costruzione sembra si siano fermati nel periodo 1862-1863. La costruzione della chiesa principale è proseguita negli anni 1864-1868 sotto la supervisione del capitano dell'esercito e ingegnere Athanasios Politopoulos. Gli anni 1868-1884 (terza fase di costruzione) hanno visto il completamento delle pareti superiori della cornice inferiore, alta cinque metri, la cornice superiore e l'interno. Altri ingegneri hanno contribuito alla progettazione, tra cui N. Pantzeiris, che ha progettato i frontoni e la cupola nel 1878.
La chiesa è entrata in funzione nell'agosto 1882 ed è stata inaugurata domenica 3 giugno 1884. Ulteriori lavori di costruzione si sono protratti negli anni successivi, come il rivestimento della cupola con lastre di rame, iniziato nel 1885 e completato nel 1890. La quarta e ultima fase di costruzione ha visto il completamento dei due campanili nel 1903 e nel 1905.

## Descrizione
La chiesa è a pianta a croce, con cupola, abside a tre lati e tetti a due spioventi. Un tamburo con finestre a singolo lobo sostiene la cupola rivestita di rame. Finestre singole, doppie e triple, oculi e pozzi di luce trafiggono le facciate. Tutte le porte della chiesa sono ad arco, con pilastri e lesene e capitelli su entrambi i lati e un elemento di coronamento frontonale. La porta ovest è fiancheggiata da due campanili a più piani, di cui l'ultimo piano, con le sue doppie finestre, sorge sopra l'edificio principale della chiesa. Il piano terra presenta volte a crociera e cupole poco profonde. La tradizione vuole che la sua costruzione sia iniziata poco prima della guerra d'indipendenza greca e che l'edificio fosse destinato ad ospitare una moschea, come suggerisce anche l'orientamento nord-est.
Le principali icone che fiancheggiano l'ingresso al santuario sono state dipinte da Konstantinos Artemis (1878-1972) nel 1918. Le pitture murali sono di Constantinos Lokis e sono state completate nel 1927 o 1928, con alcune aggiunte successive. Nell'ottobre 1995 un incendio ha danneggiato il nartece: parti della decorazione del soffitto a volta furono completamente distrutte.